# Jaime Lannister
Jaime Lannister (gúnynevén a Királyölő) szereplő George R. R. Martin amerikai író A tűz és jég dala című fantasy regénysorozatában, illetve annak televíziós adaptációjában, a Trónok harcában. A regényekben, elsőként a 2000-ben megjelent Kardok viharában, majd annak folytatásaiban a szereplő fontos nézőpontkarakterré válik.
Az 1996-os Trónok harcában bemutatkozó Jaime a Királyi Testőrség lovagja és a Lannister-ház tagja, mely Westeros egyik leggazdagabb és legbefolyásosabb nemesi családja. Bár a regényekben eleinte gátlástalan és erkölcstelen szereplőként mutatják be, a későbbiekben Jaime komoly személyiségfejlődésen esik át, alakja jóval összetettebb és árnyaltabb, ezáltal rokonszenvesebb is lesz.
A HBO televíziós sorozatában a szereplőt Nikolaj Coster-Waldau formálja meg, aki alakításáért számos díjat és kritikai elismerést kapott.
A sorozat magyar nyelvű változatában a szereplő állandó szinkronhangja Anger Zsolt volt, majd Stohl András vette át tőle a feladatot.

## Karakterleírás
A karakter személyiségét illetően a családjára, a Lannisterekre jellemző büszkeség és arrogancia a meghatározó. A remek retorikai érzékkel megáldott Jaimet a fantasy-eposz színterét jelentő Westeros kontinens és a Hét Királyság legjobb kardforgatói között tartják számon. Az első könyv történetének indulása előtt tizennyolc évvel már a Királyi Testőrség tagja volt. Gúnynevét, a "Királyölő" megnevezést akkor kapta, amikor egy másik nagyhatalmú, az akkor uralkodó Targaryen-házból való Aeryst, az "Őrült király"t a lázadások idején kardjával hátba szúrta. Emellett azonban egy másik negatív tartalmú pletyka is terjeng róla, miszerint ikertestvérével, Cersei Lannisterrel szerelmi viszonyt folytat, és ezáltal az Aerys-t követő király, Robert Baratheon mindhárom gyermeke valójában tőle van. A későbbiekben ennek az egyik gyermek trónra kerülésével az uralkodáshoz való jogban, valamint az ezt övező hatalmi csatározásokban nagy szerepe lesz.

## Szerepe

### Előzmények
Tizenegy évesen Crakehallba küldték, hogy Ser Sumner Crakehall mellett szolgáljon. Kiváló képességeit mutatja az is, hogy alig két évvel később egy tornán megnyerte a kézitusát. Újabb két évvel később Jaime kitüntette magát a Királyerdei Testvériség ellen indított hadjáratban, és lovaggá ütötték. Nem sokkal később kinevezték a Királyi Testőrségbe. Tizenöt évesen a valaha szolgált legfiatalabb lovag volt.
Mint kiderült, az ekkorra paranoiddá vált II. Aerys alapvetően azért választotta őt, hogy maga mellett tarthassa és túszként használhassa Segítője, Tywin Lannister ellen. Robert lázadásának végén, mikor a vereség már elkerülhetetlennek látszott és II. Aerys király fel akarta gyújtani egész Királyvárt, Jaime megölte a parancsot vivő piromantát, majd végzett a királlyal is. Azóta ismerik a "Királyölő" gúnynéven. Robert megbocsátott Jaime-nek, és esküszegése ellenére megtartotta a Királyi Testőrségben. A birodalomban ugyanakkor meglehetős utálat övezi, és felesküdött testvérei sem igen bíznak benne.

### Trónok harca
Jaime elkíséri a királyt Deresbe, ahol folytatja vérfertőző kapcsolatát Cersei-jel. Bran meglátja őket, mire Jaime lelöki a fiút több emelet mélységbe, és reméli, hogy meghal. Mikor Királyvárban megtudja, hogy Catelyn fogságba vetette az öccsét Tyriont, megfenyegeti Lord Eddardot, hogy eressze szabadon a törpét. A tárgyalás eredménye két halott férfi és egy sebesült Segítő, így Jaime-nek menekülnie kell. Csatlakozik apja nyugaton állomásozó seregeihez, és átveszi az egyik sereg irányítását, amelyet azonban Robb Stark csapatai meglepnek és szétvernek a Suttogó Erdő csatájában. Jaime sebesülten Robb Stark fogságába esik.
Cersei, miután végrehajtotta az államcsínyt, amivel eltette Eddardot az útból, Jaime-t távollétében a Királyi Testőrség parancsnokává nevezi ki.

### Királyok csatája
A történet eme szakaszában szinte végig Robb Stark (Észak Királya) fogságában van. Neve így inkább más helyszínen, más szereplők között hangzik el. Királyvárban testvére, Cercei vezetésével vitatják kiszabadításának/kiváltásának tervezett körülményeit. Eddard Stark lefejezése után azonban az eleve nehéz helyzetet számukra az is bonyolítja, hogy a két Stark-leány közül az egyikük, Arya megszökött. Így a Jaime-ért felajánlható túszok száma háromról csupán egyre apadt. Eközben Robb Stark újabb győzelmet aratott a Lannisterek felett, foglyul ejtve egyik főuruk fiát, akit ideiglenesen Jaime ketrecében helyeznek el. A Királyölő, hogy kiszabaduljon, megöli rokonát, majd a zajra odasiető őrt. A szabadsága azonban nem volt hosszú életű, s újra elfogják. Akkor derül ki, hogy az őre Lord Rickard Karstark fia volt, aki bosszúra szomjazik. A Karstarkok feldühödnek, az északi seregben széthúzás támad, s mindenki Jaime fejét követeli. Robb édesanyja, Catelyn ezért szabadon engedi. Tudja, a túszként Királyvárban tartott lányait(lányát) megölik, ha végeznek a Királyölővel. Így a Lannister útnak ered a főváros felé, oldalán Catelyn hűséges kardjával, a hatalmas termetű nő, Brienne Tarth társaságában.

### Kardok vihara
Királyvárba tartó utazásuk alatt erdei csapásokon közlekednek, hogy a lehető legmesszebb elkerüljék az utakat. Robb Stark haragra lobban anyja iránt, mikor árulása napvilágra kerül, és lovasokat küld a Királyölő elfogására. A két menekülő messzire jut, azonban át kell kelniük egy hídon a továbbhaladás miatt. Jaime egy váratlan pillanatban kihasználja Brienne figyelmetlenségét, és kardhoz jut. A birodalom egyik legjobb harcosának tartott Királyölő azonban nem bír óriási őrzőjével. A harc végén azonban megérkeznek Lord Bolton (Robb Stark egyik hűbéres főurának) emberei, s foglyul ejtik őket. Az ezt követő este folyamán Brienne-t a katonák meg akarják erőszakolni, de a tusakodást Jaime állítja le, éles eszével. Elárulja Locke-nak, a katonák vezetőjének, hogy Brienne apja, Lord Selwyn Tarth hatalmas váltságdíjat fizetne lánya épségben való visszatéréséért cserébe. Azonban nagy hibába esik. "Szerepét" túljátszva elveti a súlykot, és levágják a jobb kezét. Ezután mély depresszióba esik, hiszen kardforgató képességének elvesztésével együtt minden mást is elvesztett, ami valaha volt. Brienne azonban visszahúzza az életbe, s meggyőzi, hogy van miért élni még ezen a Földön. Harrenhal várába érve maga Lord Bolton veszi védelmébe. Elengedi Királyvárba a katonái által elkövetett hibák fényében, azzal a feltétellel, hogy megcsonkításában Lord Boltont ártalmatlannak nevezi majd apja, Tywin Lannister előtt. Brienne-nek azonban maradnia kell, hisz árulással vádolják. Jaime kísérőivel együtt visszafordul, hogy kimentsék őt Harrenhal várából.

## Televíziós adaptáció

### Első évad
Jaime Robert király felesége, Cersei testvéreként Deresbe érkezik. Itt Bran Stark meglátja, ahogy a saját nővérével szeretkezik, ezért a férfi kidobja az ártatlan kisfiút az ablakon. A királlyal, a királynéval, a gyerekeikkel, Ned Starkkal, az új Király Segítőjével és lányaival hazatérnek Westeros fővárosába, Királyvárba. Miután megtudja, hogy Catelyn, Észak úrnője elfogta öccsét, Tyriont, nekitámad Nednek, s mikor megsebzi a lábát, menekülni kényszerül. Hamarosan kitör a viszály a Lannisterek és a Starkok között, mivel Ned rájött, hogy Cersei gyermekei,  Joffrey Baratheon, Tommen és Myrcella nem a királytól, hanem Jaime-től származnak. Így hát csatába bocsátkozik Robb Starkkal, aki megveri a seregét és elfogatja őt.

### Második évad
Jaime szökni próbál Robb táborából, de csak az őrét sikerül megölnie. Végül Catelyn titokban szabadon engedi, és megbízza a szintén Renly Baratheon meggyilkolásával gyanúsított Tarth-i Brienne-t, hogy vigye Királyvárba Jaime-t, és adja őt át a Stark lányokért cserébe. Útközben bajba keverednek egymással.

### Harmadik évad
Folyóvidéken át vezet az útjuk, ahol rajtuk üt a Bolton-sereg, és Harrenhalba tart velük. Jaime megmenti Brienne-t a megerőszakolástól, aminek az lesz a vége, hogy a fogvatartójuk, Locke levágja kardforgató kezét. Ezután kardot lop az őreiktől, de nem sikerül szabadulniuk. Jaime bevallja Brienne-nek, hogy miért ölte meg II. Őrült Aerys Targaryent, a Vastrón előző birtokosát: futótűzzel akarta felégetni Királyvárat. Harrenhalban Roose Bolton Jaime-t elengedi, de Brienne-t nem akarja. Így a férfi búcsút vesz tőle, majd Qyburn oldalán elindul a fővárosba. Menet közben a mester elmeséli neki Tarth-i Brienne élettörténetét, minek hatására visszafordul, s megmenti a nőt egy medvétől. Nemsokára visszaérkeznek Királyvárba, ahol Jaime azonnal felkeresi az ikertestvérét.

### Negyedik évad
Apja, Tywin Lannister odaadja Jaime-nek a Starkok Jég nevű kardjából újrakovácsolt két kard egyikét. Ő azonban nem képes harcolni jobb keze elvesztése miatt, így Bronn kezd neki vívóleckéket adni bal kézzel. Elérkezik fia, Joffrey menyegzője Margaery Tyrell-lel, ahol azonban megmérgezik a királyt. Cersei Tyriont gyanúsítja, de Jaime meggyőződik a törpe ártatlanságáról. Nővére viszont nem hallgat rá, és utasítja, hogy ölesse meg Sansa és Arya Starkot, ő azonban azt kéri Brienne-től és Podrick Payne-től, Tyrion apródjától, hogy teljesítsék Catelyn kívánságát: keressék meg a lányokat és vigyázzanak rájuk. Tyrionnak párbaj általi ítéletet szabnak ki, s arra kéri bátyját, legyen a bajnoka. Ő viszont kénytelen nemet mondani, mert nem bízik még a bal kezében. Miután a törpét halálra ítélik és börtönbe csukják, Jaime kiszabadítja, majd átadja a Varys nevű tanácsosnak.

### Ötödik évad
Cersei nagyon dühös bátyjára a tetteiért. Megromlott a viszony a Lannister- és a Martell-ház között ugyanis Tyrion párbaja során a Hegy összeroppantotta Oberyn Martell fejét. Ez azt jelenti, hogy a Trystane Martell által eljegyzett Myrcella, Jaime és Cersei lánya veszélyben van Dorne-ban, ezért Jaime és Bronn elutaznak Napvárba, hogy visszahozzák a hercegnőt. Néhány katona megölése után álruhában folytatják útjukat, de Oberyn fattyú lányai, a Homokkígyók rajtuk ütnek, s a csetepaté miatt elfogják őket a két királyvárival együtt. Miután Jaime-ék kiszabadulnak, felkeresik Myrcellát, aki nem akarja elhagyni Dorne-t, hiszen bolgog Trystane mellett. Végül a megállapodás szerint a herceget is magukkal viszik. A hajón azonban a Homokkígyók megölik őt, Myrcella pedig Oberyn bosszús felesége, Ellaria mérge által hal meg Jaime karjaiban, aki bevallja neki, hogy ő az apja.

### Hatodik évad
Jaime visszatér Királyvárba a lánya holttestével. A Harcos Hit nevű szekta vezetője, a Főveréb egyre nagyobb befolyással bír Joffrey öccse és utódja, Tommen Baratheon király fölött. Jaime és Cersei kénytelen összefogni Kevan Lannisterrel és Olenna Tyrell-lel a saját fiuk ellen. Jaime vezeti a Tyrell-sereget, amikor az ki akarja szabadítani Margaeryt, de az akció kudarcba fullad. Ezután elindul a Tullyk által elfoglalt Zúgót megszerezni. A Fekete Hallal vívott csatában Edmure Tullyt elfogja, majd visszaengedi a várba azzal a feltétellel, ha parancsot ad Zúgó feladására. A terv beválik.

### Hetedik évad
Királyvárban Jaime nyugtalan, hisz alig vannak szövetségeseik, de Cersei megnyugtatja Euron Greyjoyra utalva. Hamarosan Égikertbe vonul Bronn segítségével, hogy megküzdjön a Tyrellekkel, akik átálltak a trónbitorló Daenerys Targaryen oldalára. Itt győzelmet aratnak, s Jaime kegyelemből mérgezett üvegcsét nyújt át az idős Olenna Tyrellnek. Visszafelé menet összetalálkoznak a félelmetes dothrakiakat és Makulátlanokat vezető Sárkánykirálynővel (Daenerys Targaryen). Bronn megsebesíti Dany sárkányát, így Jaime-nek alkalma lesz a lándzsáját a királynőre dobni, de a bestia megvédi őt, s majdnem végez Jaime-vel is, akinek végül Bronn-nal sikerül megmenekülni. Amint Királyvárba ér, Tyrion javaslatára tárgyalást kezdeményez Cersei és Daenerys között. Miután látszólag megegyezett egymással a két nő, elkezdi felkészíteni a sereget a Mások ellen. Cersei azonban ekkor bejelenti, hogy valójában nem szándékozik  összefogni Daenerys csapatával. Jaime így mérgesen elhagyja Királyvárat.

### Nyolcadik évad
Miután megérkezik Deresbe, Jaime megpillantja Bran Starkot, akit még annak idején kidobott az ablakon. Sansa, Daenerys és Havas Jon Jaime sorsáról tárgyalnak. Végül Brienne közbenjárására szabadon engedik. A férfi elmondja Cersei árulását, és bocsánatot kér Brantől a történtekért, a fiú pedig meg is bocsát neki. Jaime Tyrionnal, Brienne-nel, Podrickkal, Tengerjáró Davosszal, Jon tanácsadójával és Tormunddal, a vadak vezetőjével borozgat és beszélget. A mulatozás közben egy olyan dologra szánja el magát, ami nagy felháborodást okoz eleinte: Brienne-t lovaggá akarja ütni. A többiek azt mondják, nő nem viselhet ilyen tisztséget, mire ő azt válaszolja, őneki jogában áll bárkit lovaggá ütni, mert maga is az, így sikerül megjutalmazni a nőt. Elérkezik a Másokkal való összeütközés, ahol Brienne mellett hősiesen küzd a sereg élén. Miután Arya véget vet a csatának, szeretkezik a női lovaggal, de rádöbben, hogy nem folytathatják viszonyukat, mivel ő még mindig Cerseihez vonzódik. Királyvár ostroma előtt Daenerys parancsára börtönbe vetik. Tyrion öccse azonban kiszabadítja, ezért Jaime elindul felkeresni Cerseit. Útközben összetalálkozik Euron Greyjoy-jal, aki Cersei új férje, s összecsap vele. Euron súlyosan megsebesíti, de végül sikerül megölnie őt. Hamarosan összetalálkozik a kastélyban a nővérével, és csókolózni kezdenek. A pincén keresztül készülnek elmenekülni, de erre már nem lesz lehetőségük, ugyanis az őrült Daenerys égető hadművelete miatt rájuk omlik a kastély, s egymás karjaiban halnak meg. A csata után Tyrion megtalálja a holttestüket, ami mélységes szomorúsággal és haraggal tölti el Daenerys iránt.

## Külső hivatkozások
- George R.R. Martin’s ‘Game Of Thrones’ Greenlit By HBO
- Jaime Lannister adatlapja